# 萨尔西涅
萨尔西涅（法語：Salsigne，法語發音：[salsiɲ] ⓘ）是法国奥德省的一个市镇，属于卡尔卡松区。

## 地理
萨尔西涅（43°19'48"N, 2°21'26"E）面积11.48 平方千米，位于法国奧克西塔尼大區奥德省，该省份为法国南部沿海省份，北起塔恩省，西北接上加龙省，西接阿列日省，南至东比利牛斯省，东临地中海，东北与埃罗省接壤。
与萨尔西涅接壤的市镇（或旧市镇、城区）包括：奥尔比耶勒河畔孔克、拉斯图尔、利穆西、维拉尼耶尔、维拉尔多内勒、萨莱勒卡巴代斯。

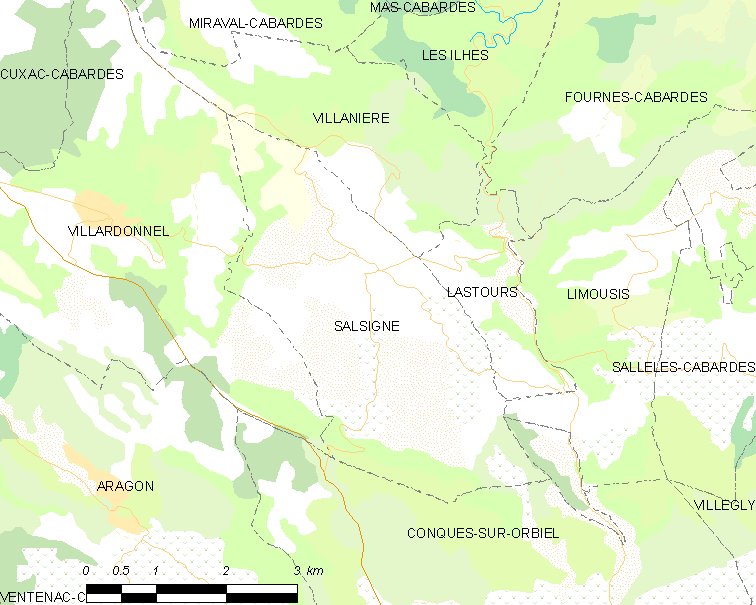
萨尔西涅的OSM定位图

萨尔西涅的时区为UTC+01:00、UTC+02:00（夏令时）。

## 行政
萨尔西涅的邮政编码为11600，INSEE市镇编码为11372。

## 政治
萨尔西涅所属的省级选区为奥尔比耶勒河谷县。

## 人口

1962-2008年间萨尔西涅人口变化图示

萨尔西涅于2022年1月1日时的人口数量为388人。